# Comuna Lucovița, Adâncata
Lucovița (în ucraineană Луковиця, transliterat: Lukovîțea) este o comună în raionul Adâncata, regiunea Cernăuți, Ucraina, formată din satele Cotul Bainschi și Lucovița (reședința).

## Demografie
Componența lingvistică a comunei Lucovița
     Ucraineană (97,68%)
     Română (2%)
     Alte limbi (0,32%)
Conform recensământului din 2001, majoritatea populației comunei Lucovița era vorbitoare de ucraineană (97,68%), existând în minoritate și vorbitori de română (2%).